# Belle-mère (politique)
Pour les articles homonymes, voir Belle-mère.
En politique québécoise, une belle-mère est un terme péjoratif utilisé pour décrire un ancien premier ministre retiré de la vie politique qui embarrasse son ancien parti par des critiques ou des déclarations incendiaires.
Le sobriquet est habituellement utilisé pour les anciens premiers ministres du Parti québécois. La première « belle-mère » fut Jacques Parizeau, (premier ministre de 1994 à 1996), qui s'est déjà référé à lui-même par ce terme.
L'ancien premier ministre Bernard Landry (2001-2003), lui aussi connu pour ses sorties contre ses successeurs à la tête du PQ, a fréquemment été qualifié de « belle-mère ». 
Plus récemment, en 2010, le terme a été appliqué à Lucien Bouchard (1996-2001),, jusque-là plus discret depuis son retrait de la politique.